# PS/2 (port komunikacyjny)

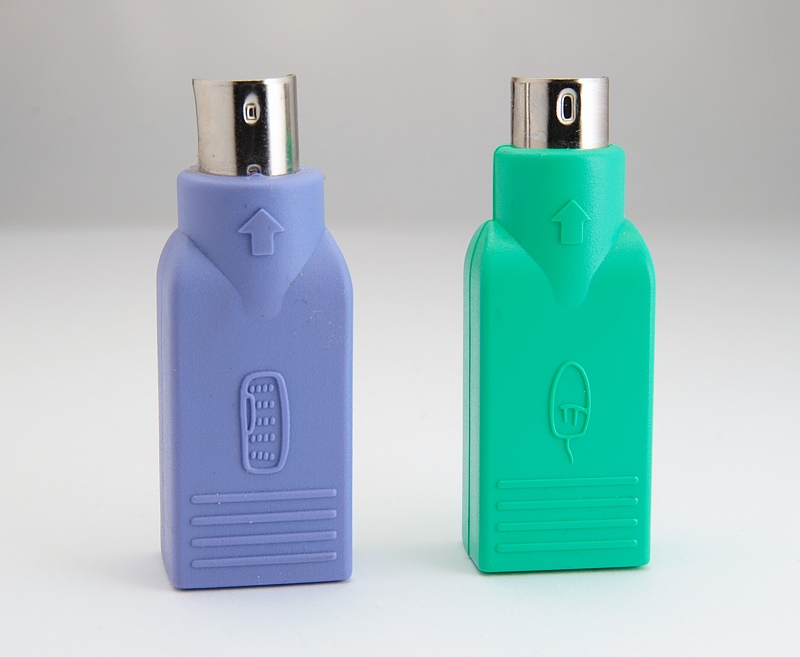
Przejściówka USB na PS/2

PS/2 – port komunikacyjny opracowany przez firmę IBM. Jest on odmianą portu szeregowego przeznaczoną do podłączania klawiatury i myszy.

## Opis
Obecnie złączem używanym do transmisji w standardzie PS/2 jest Mini-DIN 6. Zastąpiło ono starsze złącze DIN. Obecnie standard ten jest używany głównie w celu podłączenia klawiatury i myszy do systemu komputerowego typu PC. Złącze myszy w standardzie PS/2 zastąpiło starsze rozwiązania wykorzystujące RS-232 na złączu DE-9, a złącze klawiatury typu Mini-DIN 6 PS/2 zastąpiło większe 5-pinowe złącze DIN PS/2 używane w komputerach AT.
Zwykłe płyty główne nie potrafią zidentyfikować myszy lub klawiatury, jeśli te znajdują się w niewłaściwych gniazdach.
W czasach komputerów kompatybilnych z IBM, które używały procesorów 386, 486 i pierwszych wersji Pentium, złącza te były widziane tylko w niektórych klonach PC głównie w niestandardowych formach, czasami na oddzielnym śledziu, dotyczyło to jeszcze systemów AT. Zmieniło się to po wprowadzeniu standardu ATX. Decyzja o wprowadzeniu takich samych, ale niekompatybilnych złączy spowodowała irytację konsumentów. Dla łatwego odróżnienia złącza myszy od złącza klawiatury wprowadzono oznaczenia kolorowe: kolor fioletowy dla klawiatur i zielony dla myszy, zdefiniowane w standardzie Microsoft PC 97.
Port PS/2 został prawie całkowicie wyparty przez złącze USB, ale w niektórych wypadkach jest on potrzebny, ponieważ nie zawsze złącze USB jest wykrywane (np. podczas instalacji systemu Windows). Montuje się go jeszcze w płytach głównych do PC, jednak coraz częściej spotyka się tylko jeden port PS/2 (klawiatury lub wykrywające czy podłączono klawiaturę czy mysz). W komputerach firmy Apple Inc. nie montuje się PS/2, zaś w laptopach PC do portu PS/2 podłączone jest zwykle urządzenie wskazujące typu touchpad.

## Budowa
Numery pinów (na rysunku) – gniazdo (złącze żeńskie):
| Pin | Nazwa    | Funkcja                                          |
| --- | -------- | ------------------------------------------------ |
| 1   | +DATA    | Dane                                             |
| 2   | Reserved | Zarezerwowane*                                   |
| 3   | GND      | Masa                                             |
| 4   | Vcc      | zasilanie +5V prądem stałym o natężeniu do 100mA |
| 5   | +CLK     | Zegar                                            |
| 6   | Reserved | Zarezerwowane**                                  |

 *w niektórych laptopach jako dane myszy
 **w niektórych laptopach jako zegar myszy

## Kolory przewodów
Mimo istnienia standardów w kolorystyce przewodów, w praktyce można spotkać następujące konfiguracje:
| Nazwa | Standard | Standard | Alternatywa | Alternatywa | Alternatywa | Alternatywa  | Alternatywa | Alternatywa | Alternatywa | Alternatywa |
| ----- | -------- | -------- | ----------- | ----------- | ----------- | ------------ | ----------- | ----------- | ----------- | ----------- |
| +DATA |          | Biały    |             | Żółty       |             | Zielony      |             | Szary       |             | Zielony     |
| GND   |          | Żółty    |             | Czarny      |             | Pomarańczowy |             | Brązowy     |             | Czerwony    |
| Vcc   |          | Czerwony |             | Czerwony    |             | Niebieski    |             | Czerwony    |             | Czarny      |
| +CLK  |          | Zielony  |             | Niebieski   |             | Biały        |             | Żółty       |             | Biały       |